# Hiroto-gawa
Le fleuve Hiroto (広渡川, Hiroto-gawa) est un cours d'eau du Japon s'écoulant dans la partie sud de la préfecture de Miyazaki, sur l'île de Kyūshū.

## Géographie
Le fleuve Hiroto prend sa source au nord-ouest de la ville de Kitago, sur la montagne Wanitsuka. Peu après, Il rencontre le barrage de Hiroto. Par la suite, il quitte la ville de Kitago pour entrer dans Nichinan. Environ 2 km avant d'atteindre son embouchure, la mer de Hyūga, il rejoint un de ses affluents : la rivière Sakatani.

## Bassin fluvial
Le bassin fluvial s'étend sur la préfecture de Miyazaki.
- Préfecture de Miyazaki
  - District de Minaminaka
    - Kitago

  - Nichinan